# Hosea H. Rockwell

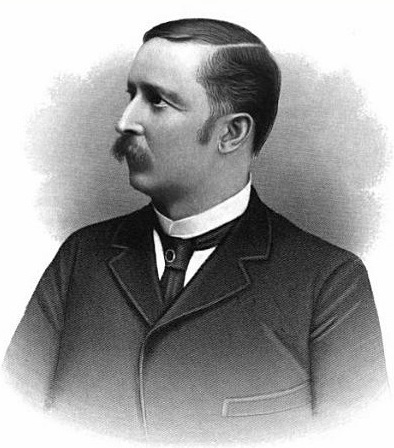
Hosea H. Rockwell

Hosea Hunt Rockwell (* 31. Mai 1840 in Lawrenceville, Pennsylvania; † 18. Dezember 1918 in Elmira, New York) war ein US-amerikanischer Politiker. Zwischen 1891 und 1893 vertrat er den Bundesstaat New York im US-Repräsentantenhaus.

## Werdegang
Hosea Hunt Rockwell wurde ungefähr sechs Jahre vor dem Ausbruch des Mexikanisch-Amerikanischen Krieges im Tioga County geboren. Er besuchte Gemeinschaftsschulen. Während des Bürgerkrieges diente er 1861 und 1862 als Private im 23. Regiment der New York Volunteers. Dann studierte er Jura. Nach dem Erhalt seiner Zulassung als Anwalt 1869 begann er in Elmira zu praktizieren. Er saß 1877 in der New York State Assembly. Dann war er City Attorney in Elmira. Politisch gehörte er der Demokratischen Partei an.
Bei den Kongresswahlen des Jahres 1890 für den 52. Kongress wurde Rockwell im 28. Wahlbezirk von New York in das US-Repräsentantenhaus in Washington, D.C. gewählt, wo er am 4. März 1891 die Nachfolge von Thomas S. Flood antrat. Da er auf eine erneute Kandidatur 1892 verzichtete, schied er nach dem 3. März 1893 aus dem Kongress aus.
Nach seiner Kongresszeit ging er in Elmira wieder seiner Tätigkeit als Anwalt nach. Er nahm 1896 als Delegierter an der Democratic National Convention teil und hatte im selben Jahr den Vorsitz bei der Democratic State Convention. Am 18. Dezember 1918 verstarb er in Elmira und wurde dann auf dem Woodlawn Cemetery beigesetzt.